# 什坊街
39°57′51″N 116°23′17″E / 39.9641495°N 116.3880997°E
什坊街是一条位于北京市西城区北部的街。

## 简介
什坊街为南北向，北起黄寺大街，向南分为两岔，东岔通什坊东里，西岔通五路通北街。1949年后，北京广播器材厂等单位在这里建宿舍，形成了此街。1981年，此街被命名为什坊街。
什坊街得名于“什坊院”。《日下旧闻考》载，清朝康熙年间，哲布尊丹巴呼图克图及蒙古王公曾于西黄寺以北建十方院，纳四方游僧，康熙帝赐名“资福院”。资福院俗称十方院，后传为“什坊院”，成为资福院附近地区的地名。
什坊街东、西两侧，分别为什坊东里、什坊西里。
什坊东里，东起人定湖公园，西到什坊街，北起黄寺大街，南到人定湖公园。1949年后，北京广播器材厂等单位在这里建宿舍，俗称“北广宿舍”和“地质宿舍”。1979年定名为什坊院一区、什坊院二区。由于位于什坊街以东，1981年定名为什坊东里。
什坊西里，东起什坊院，西到第四设计所，北起黄寺大街，南到五路通北街。1950年代初，北京广播器材厂在这里建宿舍，俗称“北广宿舍”。由于位于什坊街以西，1981年定名为什坊西里。